# Basketball-Europameisterschaft der Damen 1956
Die Basketball-Europameisterschaft der Damen 1956 (offiziell: EuroBasket 1956 Women) war die 5. Austragung des kontinentalen Wettbewerbs. Sie fand vom 2. bis zum 10. Juni 1956 in der Tschechoslowakei statt und wurde von der FIBA Europa organisiert. Die Partien wurden in Prag ausgetragen.

## Mannschaften
| Gruppe A                                     | Gruppe B                                             |
| -------------------------------------------- | ---------------------------------------------------- |
| - Bulgarien - Finnland - Jugoslawien - Polen | - Dänemark - Italien - Schottland - Tschechoslowakei |

| Gruppe C                                           | Gruppe D                                          |
| -------------------------------------------------- | ------------------------------------------------- |
| - Niederlande - Österreich - Schweiz - Sowjetunion | - BR Deutschland - Frankreich - Rumänien - Ungarn |

## Vorrunde
Es wurde in vier Vierer-Gruppe gespielt. Bei Punktgleichheit zählt der direkte Vergleich, danach die Korbdifferenz folgend die erzielten Körbe. Die beiden Bestplatzierten jeder Gruppe kamen in die Finalrunde und kämpften um die Medaillen. Die restlichen Mannschaften ermittelten in die Platzierungsrunde die Plätze 9 bis 16.

### Gruppe A
| Platz | Team        | Spiele | Siege | Niederl. | Körbe   | Diff. | Punkte |
| ----- | ----------- | ------ | ----- | -------- | ------- | ----- | ------ |
| 1     | Bulgarien   | 3      | 3     | 0        | 223:155 | +68   | 6      |
| 2     | Polen       | 3      | 2     | 1        | 215:172 | +43   | 5      |
| 3     | Jugoslawien | 3      | 1     | 2        | 187:174 | +13   | 4      |
| 4     | Finnland    | 3      | 0     | 3        | 108:232 | −124  | 3      |

| Spiel | Datum              | Team 1      | Team 2      | 1. H. | 2. H. | Verl. | Ergebnis   |
| ----- | ------------------ | ----------- | ----------- | ----- | ----- | ----- | ---------- |
| A1    | 2. Juni 1956 08:30 | Jugoslawien | Finnland    | 28:16 | 38:9  | –     | 66:25      |
| A2    | 2. Juni 1956 20:30 | Polen       | Bulgarien   | 35:43 | 19:11 | 7:8   | 61:62 (OT) |
| A3    | 3. Juni 1956 11:30 | Bulgarien   | Finnland    | 44:14 | 46:22 | –     | 90:36      |
| A4    | 3. Juni 1956 20:30 | Jugoslawien | Polen       | 32:40 | 31:38 | –     | 63:78      |
| A5    | 4. Juni 1956 10:00 | Finnland    | Polen       | 20:29 | 27:47 | –     | 47:76      |
| A6    | 4. Juni 1956 19:00 | Bulgarien   | Jugoslawien | 36:18 | 35:40 | –     | 71:58      |

### Gruppe B
| Platz | Team             | Spiele | Siege | Niederl. | Körbe   | Diff. | Punkte |
| ----- | ---------------- | ------ | ----- | -------- | ------- | ----- | ------ |
| 1     | Tschechoslowakei | 3      | 3     | 0        | 314:83  | +231  | 6      |
| 2     | Italien          | 3      | 2     | 1        | 213:129 | +84   | 5      |
| 3     | Dänemark         | 3      | 1     | 2        | 77:245  | −168  | 4      |
| 4     | Schottland       | 3      | 0     | 3        | 97:244  | −147  | 3      |

| Spiel | Datum              | Team 1           | Team 2           | 1. H. | 2. H. | Verl. | Ergebnis |
| ----- | ------------------ | ---------------- | ---------------- | ----- | ----- | ----- | -------- |
| B1    | 2. Juni 1956 10:00 | Italien          | Schottland       | 48:16 | 43:16 | –     | 91:32    |
| B2    | 2. Juni 1956 19:00 | Tschechoslowakei | Dänemark         | 49:6  | 83:3  | –     | 132:9    |
| B3    | 3. Juni 1956 10:00 | Dänemark         | Schottland       | 11:15 | 29:18 | –     | 40:33    |
| B4    | 3. Juni 1956 19:00 | Tschechoslowakei | Italien          | 37:24 | 32:18 | –     | 69:42    |
| B5    | 4. Juni 1956 15:00 | Schottland       | Tschechoslowakei | 9:69  | 23:44 | –     | 32:113   |
| B6    | 4. Juni 1956 22:00 | Italien          | Dänemark         | 36:14 | 44:14 | –     | 80:28    |

### Gruppe C
| Platz | Team        | Spiele | Siege | Niederl. | Körbe   | Diff. | Punkte |
| ----- | ----------- | ------ | ----- | -------- | ------- | ----- | ------ |
| 1     | Sowjetunion | 3      | 3     | 0        | 365:85  | +280  | 6      |
| 2     | Österreich  | 3      | 2     | 1        | 153:183 | −30   | 5      |
| 3     | Niederlande | 3      | 1     | 2        | 134:163 | −29   | 4      |
| 4     | Schweiz     | 3      | 0     | 3        | 72:293  | −221  | 3      |

| Spiel | Datum              | Team 1      | Team 2      | 1. H. | 2. H. | Verl. | Ergebnis |
| ----- | ------------------ | ----------- | ----------- | ----- | ----- | ----- | -------- |
| C1    | 2. Juni 1956 11:30 | Sowjetunion | Schweiz     | 74:11 | 79:14 | –     | 153:25   |
| C2    | 2. Juni 1956 22:00 | Österreich  | Niederlande | 29:15 | 25:18 | –     | 54:33    |
| C3    | 3. Juni 1956 16:30 | Schweiz     | Niederlande | 11:45 | 7:26  | –     | 18:71    |
| C4    | 3. Juni 1956 22:00 | Sowjetunion | Österreich  | 58:16 | 63:14 | –     | 121:30   |
| C5    | 4. Juni 1956 13:30 | Österreich  | Schweiz     | 32:14 | 37:15 | –     | 69:29    |
| C6    | 4. Juni 1956 16:30 | Niederlande | Sowjetunion | 14:43 | 16:48 | –     | 30:91    |

### Gruppe D
| Platz | Team           | Spiele | Siege | Niederl. | Körbe   | Diff. | Punkte |
| ----- | -------------- | ------ | ----- | -------- | ------- | ----- | ------ |
| 1     | Ungarn         | 3      | 3     | 0        | 183:131 | +52   | 6      |
| 2     | Frankreich     | 3      | 2     | 1        | 151:124 | +24   | 5      |
| 3     | Rumänien       | 3      | 1     | 2        | 146:146 | 0     | 4      |
| 4     | BR Deutschland | 3      | 0     | 3        | 98:174  | −76   | 3      |

| Spiel | Datum              | Team 1         | Team 2         | 1. H. | 2. H. | Verl. | Ergebnis |
| ----- | ------------------ | -------------- | -------------- | ----- | ----- | ----- | -------- |
| D1    | 2. Juni 1956 14:00 | Rumänien       | BR Deutschland | 17:12 | 32:18 | –     | 49:30    |
| D2    | 2. Juni 1956 15:30 | Ungarn         | Frankreich     | 21:17 | 30:25 | –     | 51:42    |
| D3    | 3. Juni 1956 08:30 | BR Deutschland | Ungarn         | 17:34 | 22:37 | –     | 39:71    |
| D4    | 3. Juni 1956 15:00 | Frankreich     | Rumänien       | 29:21 | 26:26 | –     | 55:47    |
| D5    | 4. Juni 1956 08:30 | Frankreich     | BR Deutschland | 31:15 | 23:14 | –     | 54:29    |
| D6    | 4. Juni 1956 20:30 | Ungarn         | Rumänien       | 37:16 | 24:34 | –     | 61:50    |

## Platzierungsrunde
Die beiden Bestplatzierten jeder Gruppe kämpfen um die Plätze 9 bis 12. Die Dritt- und Viertplatzierten Mannschaften spielten die Plätze 13 bis 16 aus. Bei Punktgleichheit zählt der direkte Vergleich, danach die Korbdifferenz folgend die erzielten Körbe.

### Gruppe 1
| Platz | Team           | Spiele | Siege | Niederl. | Körbe   | Diff. | Punkte |
| ----- | -------------- | ------ | ----- | -------- | ------- | ----- | ------ |
| 1     | Jugoslawien    | 3      | 3     | 0        | 255:128 | +127  | 6      |
| 2     | Niederlande    | 3      | 2     | 1        | 193:133 | +60   | 5      |
| 3     | BR Deutschland | 3      | 1     | 2        | 146:194 | −48   | 4      |
| 3     | Schottland     | 3      | 0     | 3        | 95:234  | −139  | 3      |

| Spiel | Datum              | Team 1         | Team 2         | 1. H. | 2. H. | Verl. | Ergebnis |
| ----- | ------------------ | -------------- | -------------- | ----- | ----- | ----- | -------- |
| 1     | 5. Juni 1956 09:30 | BR Deutschland | Schottland     | 15:8  | 18:17 | –     | 33:25    |
| 2     | 5. Juni 1956 11:30 | Jugoslawien    | Niederlande    | 32:8  | 25:26 | –     | 57:34    |
| 3     | 6. Juni 1956 08:30 | Jugoslawien    | BR Deutschland | 15:10 | 18:11 | –     | 33:21    |
| 4     | 6. Juni 1956 22:00 | Niederlande    | Schottland     | 25:16 | 35:19 | –     | 60:35    |
| 5     | 8. Juni 1956 08:30 | Schottland     | Jugoslawien    | 31:11 | 42:13 | –     | 73:24    |
| 6     | 8. Juni 1956 22:00 | BR Deutschland | Niederlande    | 14:13 | 19:15 | –     | 33:28    |

### Gruppe 2
| Platz | Team     | Spiele | Siege | Niederl. | Körbe   | Diff. | Punkte |
| ----- | -------- | ------ | ----- | -------- | ------- | ----- | ------ |
| 1     | Rumänien | 3      | 3     | 0        | 254:86  | +168  | 6      |
| 2     | Finnland | 3      | 2     | 1        | 138:168 | −30   | 5      |
| 3     | Schweiz  | 3      | 1     | 2        | 146:217 | −71   | 4      |
| 3     | Dänemark | 3      | 0     | 3        | 109:176 | −67   | 3      |

| Spiel | Datum              | Team 1   | Team 2   | 1. H. | 2. H. | Verl. | Ergebnis   |
| ----- | ------------------ | -------- | -------- | ----- | ----- | ----- | ---------- |
| 1     | 5. Juni 1956 10:00 | Finnland | Rumänien | 15:45 | 11:42 | –     | 26:87      |
| 2     | 5. Juni 1956 22:00 | Schweiz  | Dänemark | 25:23 | 24:26 | 9:7   | 58:56 (OT) |
| 3     | 6. Juni 1956 10:00 | Finnland | Schweiz  | 29:22 | 41:32 | –     | 70:54      |
| 4     | 6. Juni 1956 11:30 | Rumänien | Dänemark | 42:18 | 34:8  | –     | 76:26      |
| 5     | 8. Juni 1956 10:00 | Schweiz  | Rumänien | 16:44 | 18:47 | –     | 34:91      |
| 6     | 8. Juni 1956 11:30 | Dänemark | Finnland | 14:18 | 13:24 | –     | 27:42      |

### Plätze 9 bis 12
|  | Platzierungsrunde  | Platzierungsrunde  |                     |    | Spiel um Platz 9    | Spiel um Platz 9    |
|  |                    |                    |                     |    |                     |                     |
|  | Rumänien           | 61                 |                     |    |                     |                     |
|  | Niederlande        | 49                 |                     |    |                     |                     |
|  | 9. Juni 1956 11:30 |                    |                     |    |                     |                     |
|  |                    |                    | 10. Juni 1956 10:00 |    |                     |                     |
|  | Rumänien           | 32                 |                     |    |                     |                     |
|  |                    | Jugoslawien        | 44                  |    |                     |                     |
|  |                    |                    |                     |    |                     |                     |
|  | Spiel um Platz 11  |                    |                     |    |                     |                     |
|  | 9. Juni 1956 22:00 | 9. Juni 1956 22:00 | Niederlande         | 49 |                     |                     |
|  | Jugoslawien        | 61                 | Finnland            | 55 |                     |                     |
|  | Finnland           | 39                 |                     |    | 10. Juni 1956 10:30 | 10. Juni 1956 10:30 |

### Plätze 13 bis 16
|  | Platzierungsrunde  | Platzierungsrunde  |                     |    | Spiel um Platz 13   | Spiel um Platz 13   |
|  |                    |                    |                     |    |                     |                     |
|  | Schweiz            | 63                 |                     |    |                     |                     |
|  | Schottland         | 50                 |                     |    |                     |                     |
|  | 9. Juni 1956 08:30 |                    |                     |    |                     |                     |
|  |                    |                    | 10. Juni 1956 08:30 |    |                     |                     |
|  | Dänemark           | 47                 |                     |    |                     |                     |
|  |                    | Schweiz            | 33                  |    |                     |                     |
|  |                    |                    |                     |    |                     |                     |
|  | Spiel um Platz 15  |                    |                     |    |                     |                     |
|  | 9. Juni 1956 10:00 | 9. Juni 1956 10:00 | Schottland          | 30 |                     |                     |
|  | Dänemark           | 34                 | BR Deutschland      | 49 |                     |                     |
|  | BR Deutschland     | 30                 |                     |    | 10. Juni 1956 09:00 | 10. Juni 1956 09:00 |

## Finalrunde
Die beiden Bestplatzierten jeder Gruppe kämpfen um die Plätze 1 bis 4. Die Dritt- und Viertplatzierten Mannschaften spielten die Plätze 5 bis 8 aus. Bei Punktgleichheit zählt der direkte Vergleich, danach die Korbdifferenz folgend die erzielten Körbe.

### Gruppe 1
| Platz | Team        | Spiele | Siege | Niederl. | Körbe   | Diff. | Punkte |
| ----- | ----------- | ------ | ----- | -------- | ------- | ----- | ------ |
| 1     | Sowjetunion | 3      | 3     | 0        | 256:172 | +84   | 6      |
| 2     | Ungarn      | 3      | 2     | 1        | 162:159 | +3    | 5      |
| 3     | Polen       | 3      | 1     | 2        | 165:175 | −10   | 4      |
| 4     | Italien     | 3      | 0     | 3        | 127:204 | −77   | 3      |

| Spiel | Datum              | Team 1      | Team 2      | 1. H. | 2. H. | Verl. | Ergebnis |
| ----- | ------------------ | ----------- | ----------- | ----- | ----- | ----- | -------- |
| 1     | 5. Juni 1956 15:00 | Ungarn      | Italien     | 26:17 | 36:24 | –     | 62:41    |
| 2     | 5. Juni 1956 20:30 | Sowjetunion | Polen       | 41:28 | 46:46 | –     | 87:74    |
| 3     | 6. Juni 1956 16:30 | Sowjetunion | Ungarn      | 37:15 | 40:39 | –     | 77:54    |
| 4     | 6. Juni 1956 19:00 | Polen       | Italien     | 20:25 | 30:17 | –     | 50:42    |
| 5     | 8. Juni 1956 16:30 | Ungarn      | Polen       | 25:18 | 21:23 | –     | 46:41    |
| 6     | 8. Juni 1956 20:30 | Italien     | Sowjetunion | 21:47 | 23:45 | –     | 44:92    |

### Gruppe 2
| Platz | Team             | Spiele | Siege | Niederl. | Körbe   | Diff. | Punkte |
| ----- | ---------------- | ------ | ----- | -------- | ------- | ----- | ------ |
| 1     | Tschechoslowakei | 3      | 3     | 0        | 317:147 | +160  | 6      |
| 2     | Bulgarien        | 3      | 2     | 1        | 233:185 | +48   | 5      |
| 3     | Frankreich       | 3      | 1     | 2        | 152:201 | −49   | 4      |
| 4     | Österreich       | 3      | 0     | 3        | 120:279 | −159  | 3      |

| Spiel | Datum              | Team 1           | Team 2           | 1. H. | 2. H. | Verl. | Ergebnis |
| ----- | ------------------ | ---------------- | ---------------- | ----- | ----- | ----- | -------- |
| 1     | 5. Juni 1956 16:30 | Frankreich       | Bulgarien        | 28:36 | 16:50 | –     | 44:86    |
| 2     | 5. Juni 1956 19:00 | Tschechoslowakei | Österreich       | 55:17 | 90:19 | –     | 145:36   |
| 3     | 6. Juni 1956 15:00 | Österreich       | Bulgarien        | 25:35 | 25:37 | –     | 50:72    |
| 4     | 6. Juni 1956 20:30 | Tschechoslowakei | Frankreich       | 32:25 | 49:21 | –     | 81:46    |
| 5     | 8. Juni 1956 15:00 | Frankreich       | Österreich       | 30:10 | 32:24 | –     | 62:34    |
| 6     | 8. Juni 1956 19:00 | Bulgarien        | Tschechoslowakei | 36:29 | 39:62 | –     | 75:91    |

### Plätze 5 bis 8
|  | Finalrunde         | Finalrunde         |                     |    | Spiel um Platz 5    | Spiel um Platz 5    |
|  |                    |                    |                     |    |                     |                     |
|  | Österreich         | 44                 |                     |    |                     |                     |
|  | Polen              | 92                 |                     |    |                     |                     |
|  | 9. Juni 1956 14:00 |                    |                     |    |                     |                     |
|  |                    |                    | 10. Juni 1956 14:00 |    |                     |                     |
|  | Italien            | 43                 |                     |    |                     |                     |
|  |                    | Polen              | 58                  |    |                     |                     |
|  |                    |                    |                     |    |                     |                     |
|  | Spiel um Platz 7   |                    |                     |    |                     |                     |
|  | 9. Juni 1956 20:30 | 9. Juni 1956 20:30 | Österreich          | 42 |                     |                     |
|  | Frankreich         | 50                 | Frankreich          | 69 |                     |                     |
|  | Italien            | 65                 |                     |    | 10. Juni 1956 11:30 | 10. Juni 1956 11:30 |

### Plätze 1 bis 4
|  | Halbfinale         | Halbfinale         |                     |    | Endspiel            | Endspiel            |
|  |                    |                    |                     |    |                     |                     |
|  | Bulgarien          | 55                 |                     |    |                     |                     |
|  | Sowjetunion        | 74                 |                     |    |                     |                     |
|  | 9. Juni 1956 15:30 |                    |                     |    |                     |                     |
|  |                    |                    | 10. Juni 1956 19:00 |    |                     |                     |
|  | Sowjetunion        | 49                 |                     |    |                     |                     |
|  |                    | Ungarn             | 41                  |    |                     |                     |
|  |                    |                    |                     |    |                     |                     |
|  | Spiel um Platz 3   |                    |                     |    |                     |                     |
|  | 9. Juni 1956 19:00 | 9. Juni 1956 19:00 | Bulgarien           | 60 |                     |                     |
|  | Tschechoslowakei   | 49                 | Tschechoslowakei    | 91 |                     |                     |
|  | Ungarn             | 50                 |                     |    | 10. Juni 1956 15:30 | 10. Juni 1956 15:30 |

## Endstand
- Die ersten Drei qualifizierten sich für die Basketball-Weltmeisterschaft der Damen 1957.

| Rang | Land             | Spiele | Bilanz |
| ---- | ---------------- | ------ | ------ |
| 1.   | Sowjetunion      | 8      | 8:0    |
| 2.   | Ungarn           | 8      | 6:2    |
| 3.   | Tschechoslowakei | 8      | 7:1    |
| 4.   | Bulgarien        | 8      | 5:3    |
| 5.   | Polen            | 8      | 5:3    |
| 6.   | Italien          | 8      | 3:5    |
| 7.   | Frankreich       | 8      | 4:4    |
| 8.   | Österreich       | 8      | 2:6    |
| 9.   | Jugoslawien      | 8      | 6:2    |
| 10.  | Rumänien         | 8      | 5:3    |
| 11.  | Finnland         | 8      | 3:5    |
| 12.  | Niederlande      | 8      | 3:5    |
| 13.  | Dänemark         | 8      | 3:5    |
| 14.  | Schweiz          | 8      | 2:6    |
| 15.  | BR Deutschland   | 8      | 2:6    |
| 16.  | Schottland       | 8      | 0:8    |